# Andrychy
Andrychy [pronunciación en polaco: /anˈdrɨxɨ/] es un pueblo ubicado en el distrito administrativo de Gmina Grabowo, dentro del Condado de Kolno, Voivodato de Podlaquia, en el norte de Polonia oriental. Se encuentra aproximadamente a 17 kilómetros al noreste de Kolno y a 81 kilómetros al noroeste de la capital regional Białystok.
El pueblo tiene una población de 91 habitantes.